# Gitandara
Gitandara är ett vattendrag i Burundi.   Det ligger i provinsen Muyinga, i den norra delen av landet, 160 kilometer nordost om huvudstaden Bujumbura.
Omgivningarna runt Gitandara är en mosaik av jordbruksmark och naturlig växtlighet. Runt Gitandara är det ganska tätbefolkat, med 199 invånare per kvadratkilometer.